# Boa Vista do Ramos
Boa Vista do Ramos é um município brasileiro do interior do estado do Amazonas, Região Norte do país. Pertencente à Mesorregião do Centro Amazonense e Microrregião de Parintins, sua população, de acordo com a prévia divulgada pelo Instituto Brasileiro de Geografia e Estatística (IBGE) em 2022 era de 24 018 habitantes.

## Geografia
Sua população estimada em 2020 era de 19 626 habitantes, de acordo com dados do IBGE, distribuídos em uma área geográfica de 2.587 km², que resulta numa densidade demográfica de 6,5 hab/km².

### Distritos
Compõem o município três distritos: Boa Vista do Ramos (sede), Lago Preto e Massauari.